# Cariti

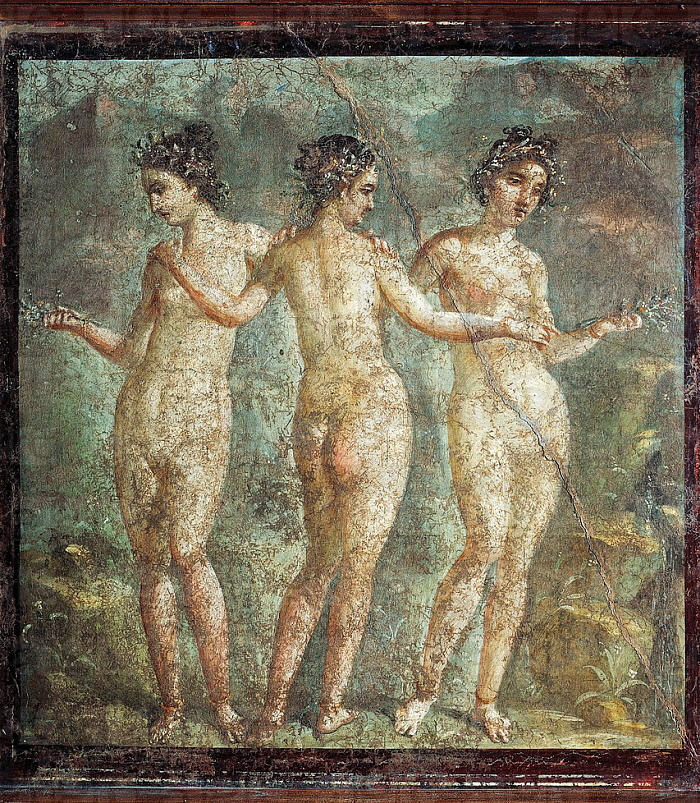
Tre Cariti. Antico affresco di Pompei.

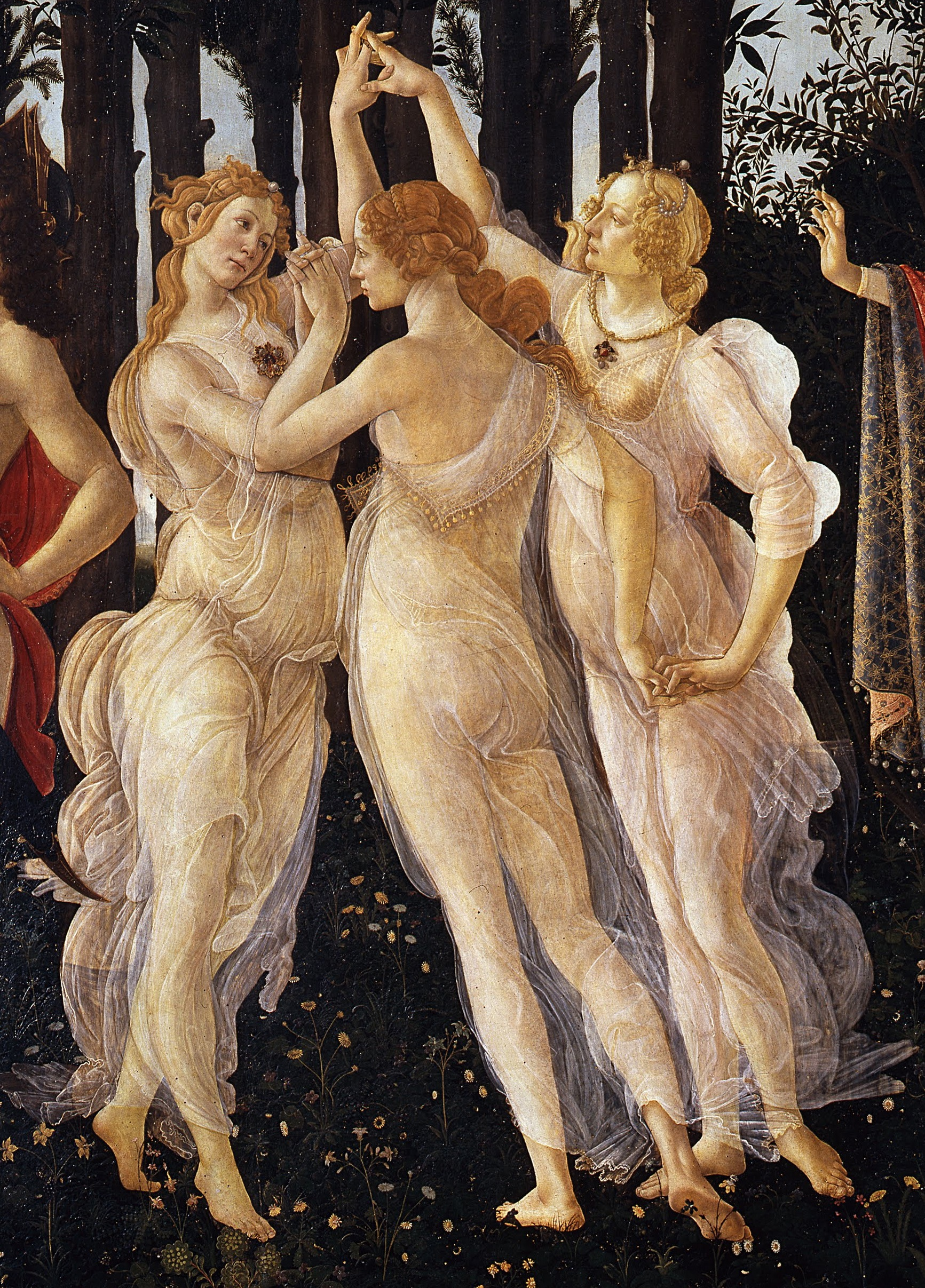
La Primavera di Botticelli (dettaglio).

Le Càriti (in greco antico: Χάριτες, Chàrites) sono dee della mitologia greca, corrispondenti nella mitologia romana alle Grazie (in latino: Gratiae). 
Sono personificazioni degli aspetti della Grazia ed erano, probabilmente sin dall'origine, legate al culto della natura e della vegetazione. Sono anche le dee della gioia di vivere ed infondono la gioia della Natura nel cuore degli dèi e dei mortali.

## Nella mitologia

### Origini
Queste dee benefiche sono ritenute figlie di Zeus e di Eurinome e sorelle del dio Fluviale Asopo; secondo altri la madre sarebbe Era.
Secondo altri autori, le dee greche Cariti sono nate dal Dio Sole (Elios) e dall'Oceanina Egle. Altrettanto accettata è la versione che vede come madre delle Grazie proprio la dea della bellezza e fertilità, sia sessuale (Afrodite è anche la Dea della "vita" sessuale) sia vegetale (non a caso dove camminava spuntavano fiori), Afrodite la quale le avrebbe generate insieme a Dioniso, dio della vite, e non solo.
Le versioni che riguardano il numero delle Cariti sono ancor più diverse; secondo Esiodo, esse sono tre:
- Aglaia, l'Ornamento ovvero lo Splendore;
- Eufrosine, la Gioia o la Letizia;
- Talia, la Pienezza ovvero la Prosperità e Portatrice di fiori.

A Sparta si veneravano solo due Cariti: Cleta (l'Invocata) e Faenna (la Lucente), e ad Atene Auxo (la Crescente) ed Egemone (Colei che procede). 
Eustazio di Tessalonica nel suo commento all'Odissea annovera tra le tre Cariti Pasitea, Cale (altrove indicato come un epiteto di Aglaia) e Eufrosine, mentre nella Dionisiaca di Nonno di Panopoli le Cariti sono ancelle della dea Afrodite e sono chiamate Pasitea, Peito e Aglaia.

### Iconografia
Nell'immaginario poetico, letterario e culturale, sia ellenico-romano che successivamente nei secoli fino ad oggi, sono rappresentate quasi sempre come tre giovani nude, di cui una voltata verso le altre, le quali incarnano la perfezione a cui l'essere umano dovrebbe tendere, nonché, secondo alcuni autori, le tre qualità essenziali della donna in prospettiva classica.
Lo studioso Edgar Wind (1900-1971), nel suo libro Pagan Mysteries in the Renaissance, riporta la spiegazione di Seneca nel De beneficiis delle tre dee, che il filosofo romano voleva vestite, come il triplice ritmo della generosità (l'offrire, l'accettare ed il restituire), simboleggiato dall'intreccio delle mani delle Cariti. Infatti già i romani usavano l'espressione gratias agere ovvero "rendere grazie".
Nel medesimo libro, E. Wind dedica un intero capitolo alla "Nascita di Venere", dilungandosi nell'analisi della celeberrima "Primavera" di Sandro Botticelli. Lo studioso ritiene che il pittore sia "fiancheggiatore" o accolito del Neoplatonismo, segnatamente di Marsilio Ficino. Nella "Primavera" Botticelli avrebbe reso manifesta la visione neoplatonica dell'unità dell'Amore (Venere-Afrodite) con la triade, anzi "trinità delle Grazie" (Pico della Mirandola). In breve, le tre dee sarebbero le tre forme dell'Amore: Castitas (la Castità,  colei a cui è rivolta la freccia di Cupido e la più sobria nella veste nonché disadorna), Voluptas (la Voluttà) e Pulchritudo (la Bellezza).

## In campo artistico

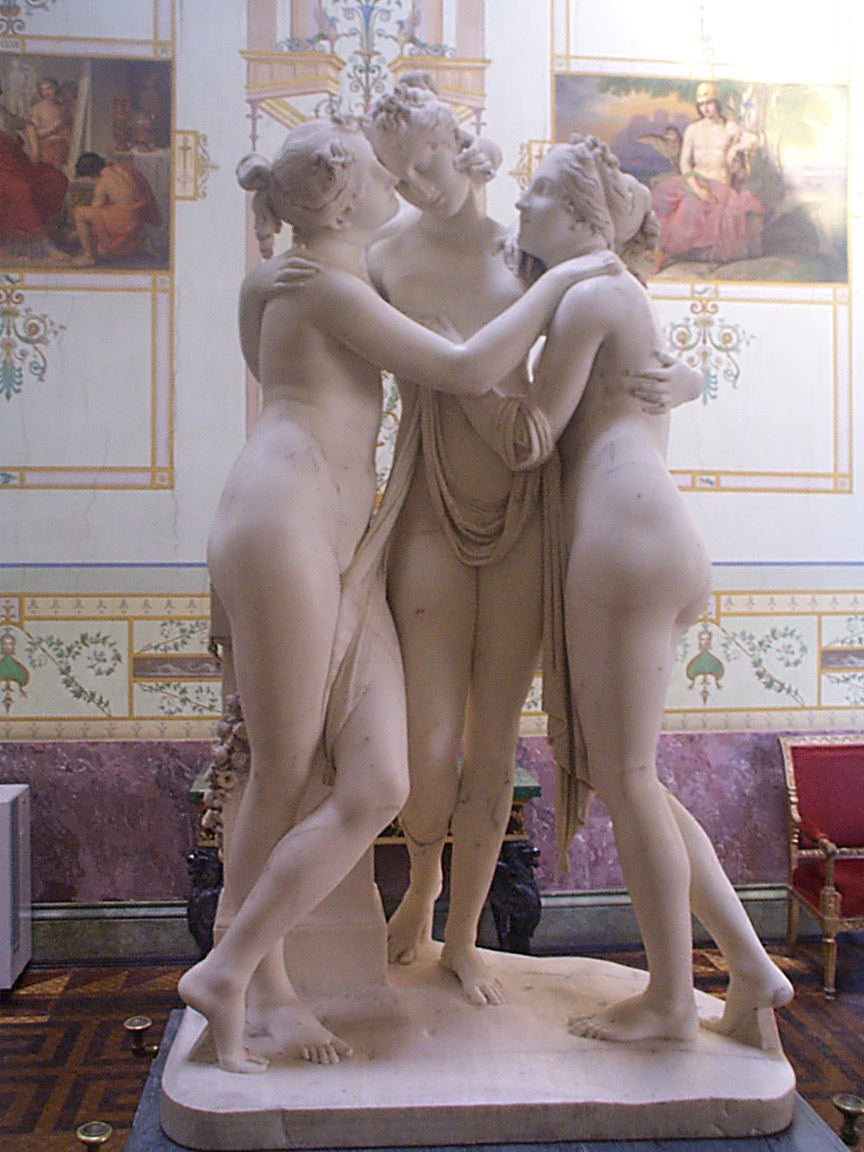
Scultura delle Tre Grazie di Antonio Canova (fra il 1813 ed il 1816), San Pietroburgo, Museo dell'Ermitage.

In letteratura, Ugo Foscolo dedica a queste dee un suo Carme intitolato, appunto, Le Grazie.
In pittura e in scultura le Grazie sono state soggetto di numerose celebri opere d'arte, tra le quali:
- Tre Grazie, dipinto di Raffaello Sanzio (1503-1504 circa), Chantilly, Museo Condé.
- Tre Grazie, dipinto di Lucas Cranach il Vecchio del 1531, Parigi, Louvre (lo stesso pittore è autore di altre versioni dello stesso soggetto).
- Tre Grazie, dipinto di Peter Paul Rubens (1638 ?), Madrid, Museo del Prado.
- Tre Grazie, scultura di Antonio Canova (tra il 1813 e il 1816), San Pietroburgo, Museo dell'Ermitage.
- Tre Grazie, scultura di Alberto Thorvaldsen (tra il 1820 e il 1823), Copenaghen, Museo Thorvaldsen.
- Tre Grazie, scultura di James Pradier (tra il 1825 e il 1831), Parigi, Museo del Louvre.